# CZ 75戰術運動型手槍
CZ 75戰術運動型（英語：CZ 75 Tactical Sports，簡稱：TS型）是一款由捷克槍械製造商烏爾斯基·布羅德兵工廠以CZ 75為藍本，專為實戰射擊競賽所設計及生產的純單動競賽型半自動手槍，亦是標準實戰射擊型的後繼槍型，發射9×19毫米和.40 S&W口徑這兩種手枪子彈。

## 歷史

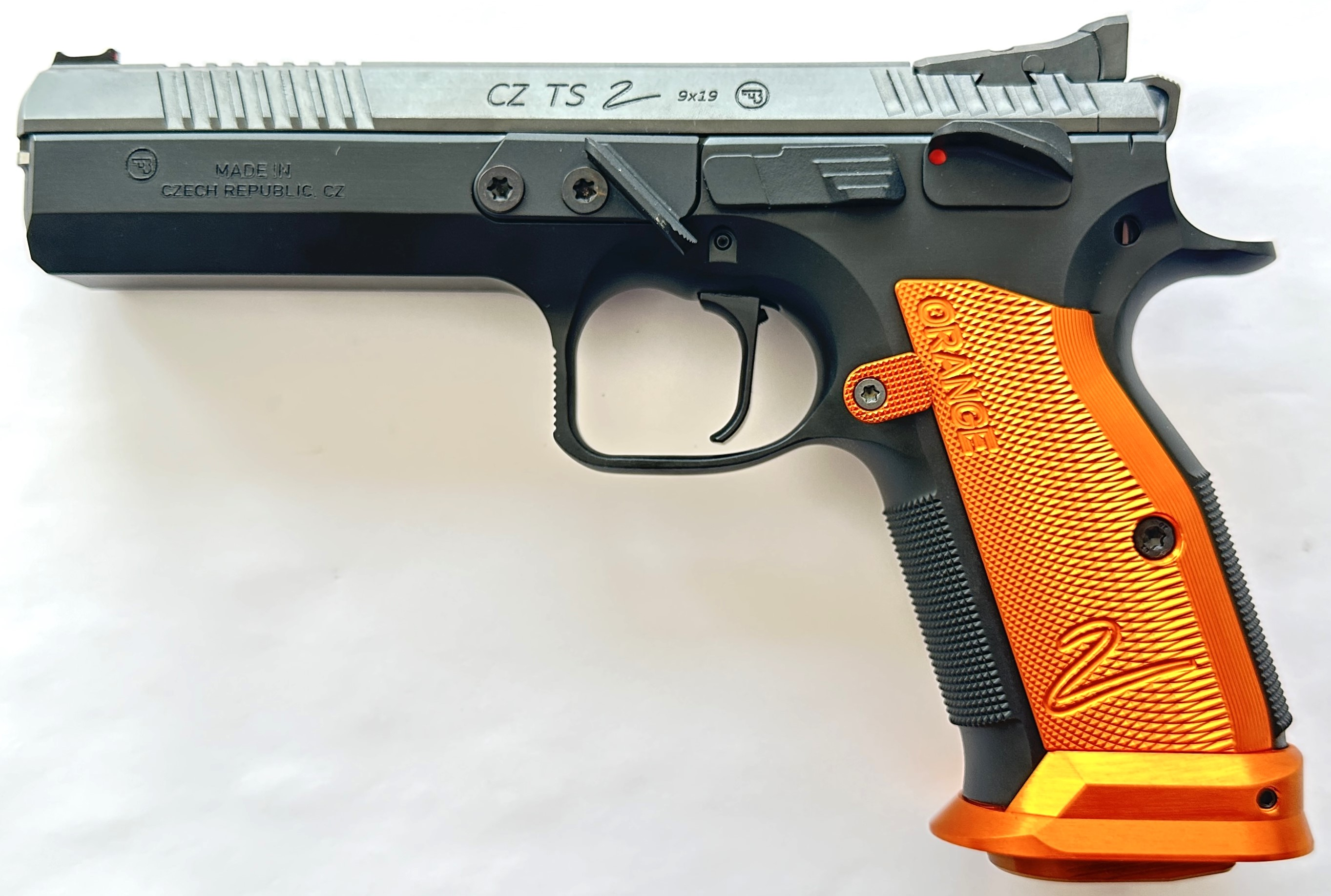
CZ 75戰術運動2型，配備橙色握把片

捷克CZ公司以其出色的產品在國際輕武器市場上享有很高的聲譽，其手槍領域的代表作CZ 75半自動手槍於1975年一經推出，立即好評如潮，成為手槍中的經典，各國仿製品也層出不窮。CZ公司同樣利用產品影響力，推出該槍的諸多衍生型號，如CZ 75B、CZ 75緊湊型、CZ-75PCR警用緊湊型、CZ 75BSA、CZ 75 P-01、CZ 75 SP-01以至CZ 75運動型等數十個型號，儼然自成體系。
而戰術運動型是捷克CZ 75以競賽型手槍方向改進而成的標準實戰射擊型的進一步改進型。雖然外觀幾乎相同，但戰術運動型有著在一部份方面，特別是在其扳機機構、彈匣容量和耐用性方面的改進。

## 概述

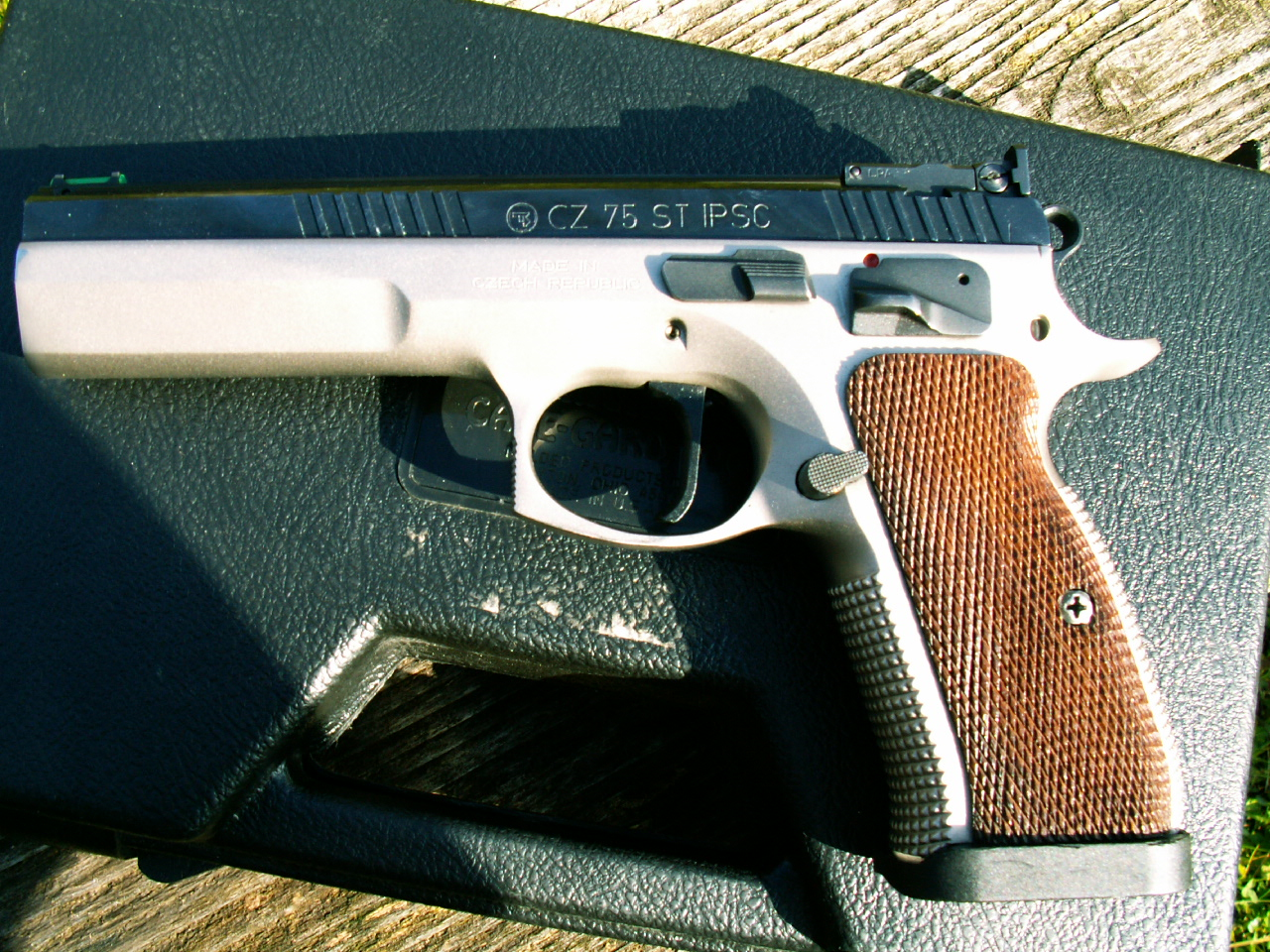
CZ 75標準實戰射擊型，CZ 75戰術運動型為該槍的改進型，並具有除套筒銘文以外相若的外觀

最初，CZ 75標準實戰射擊型被製成兩款實戰射擊組別的型號：改裝組型（75 M IPSC）和標準組型（75 ST IPSC）。目前，CZ型號當中已經不再提供改裝組的槍型。最近，CZ還推出了以戰術運動9毫米槍型為藍本所生產的CZ 75戰術運動「捷克隊友」競賽衍生型；在底把以上配備了槍口補償器和C-More系統電子紅點瞄準鏡；專為實戰射擊公開組而設計的。
CZ 75戰術運動型分為兩種口徑：.40 S&W（彈匣可裝填17發彈藥）和9×19毫米「帕拉贝鲁姆」（彈匣可裝填20發彈藥）。根據IPSC規則，.40 S&W因獲考慮其口徑較大或是達到了“大型”級別的口徑而享有計分方面的優勢。然而，9毫米型號一方面吸引了那些不想重新裝填彈藥的射手，另一方面可在法律不允許使用“大型”級別的口徑的國家或地區上架，以及那些試圖利用9毫米口徑版本的低後坐力和非常大的彈匣容量的優勢的射手。
CZ定制商店還推出了.40 S&W口徑版本的彈匣延長器，可將容量從17發增至20發；但是裝上了這款附件以後，該手槍會隨即不再符合用於實戰射擊標準組當中的資格，儘管它仍然可以獲得在美國實用射擊協會有限組參賽的資格。

## 資料來源
1. 1 2 3 4 5 6 7 8 9 10 11  .   [2018-09-04]. （原始内容存档于2018-08-29）.. CZ-USA. Retrieved on 2011-06-09.
2. 1 2 3 4 5 6 7 8 9 10 11  .   [2018-09-04]. （原始内容存档于2018-09-15）.
3. 1 2 3 4 5 6 7 8  .   [2018-09-04]. （原始内容存档于2018-09-04）.. CZ-USA. Retrieved on 2011-06-09.
4. ↑  > CZ 75 TS Czechmate （页面存档备份，存于）. CZ-USA. Retrieved on 2011-06-09.
5. ↑  CZ TS Extended Base Pad BK （页面存档备份，存于）. Czcustom.com. Retrieved on 2011-06-09.

## 外部連結
- （英文）—CZ-USA Official Website—
  - CZ-USA CZ 75 Tactical Sport（页面存档备份，存于）
  - CZ-USA CZ 75 Tactical Sport Orange（页面存档备份，存于）
  - CZ 75 TS Czechmate（页面存档备份，存于）
- （英文）—CZ Official Website—
  - CZ 75 TACTICAL SPORTS
  - CZ 75 TS ORANGE（页面存档备份，存于）
  - CZ 75 TS CZECHMATE（页面存档备份，存于）
- （英文）—Owners Manual—
  - CZ 75 Tactical Sport[]
  - CZ 75 TS Czechmate[]
- （简体中文）—D Boy Gun World（槍炮世界）—其他CZ 75的IPSC比赛型（页面存档备份，存于）